# Tim Russert

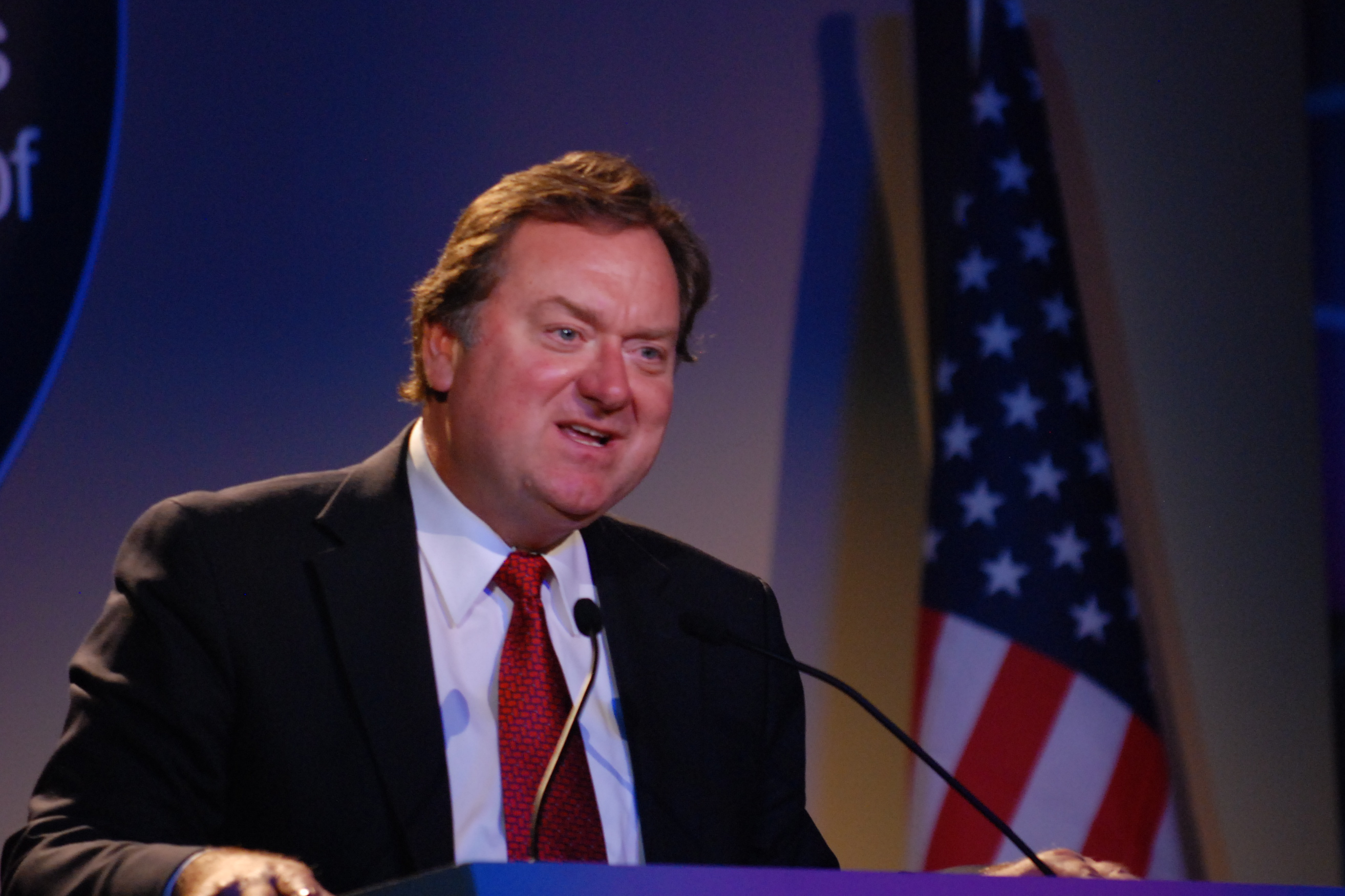
Tim Russert (22. Oktober 2007)

Timothy John „Tim“ Russert Jr. (* 7. Mai 1950 in Buffalo, New York; † 13. Juni 2008 in Washington, D.C.) war ein US-amerikanischer Journalist des Fernsehsenders NBC und Moderator der erfolgreichen Politsendung Meet the Press.

## Leben
Tim Russert wurde 1950 als Sohn eines Stadtreinigungsarbeiters und Lastwagenfahrers in Buffalo geboren, wo er mit drei Schwestern aufwuchs. Schon als 13-Jähriger zeichnete er für die Herausgabe der Schülerzeitung verantwortlich. Nach dem Besuch der Canisius High School in seiner Heimatstadt studierte Russert an der John Carroll University in Cleveland Politikwissenschaft, die er 1972 mit dem Bachelor of Arts verließ. Daraufhin studierte Russert Rechtswissenschaft am Cleveland-Marshall College of Law, wo er seinen J.D.-Abschluss machte.
Nach seinem Jura-Studium war Russert von 1977 bis 1982 als Stabschef für den demokratischen Senator Daniel Patrick Moynihan tätig. Von 1983 bis 1984 arbeitete er als Berater für das New Yorker Büro des demokratischen Gouverneurs Mario Cuomo. 1984 wechselte Russert zum amerikanischen Fernsehsender NBC nach Washington, D.C. und war dort unter anderem für das erste Interview mit Papst Johannes Paul II. im amerikanischen Fernsehen verantwortlich. 1988 wurde er zum Leiter des Washingtoner Büros der NBC ernannt. Drei Jahre später übernahm er die Moderation der Politsendung Meet the Press, die als meistgesehene und älteste Fernsehsendung der Welt gilt. Ihm wird die Prägung der Begriffe Rote Staaten und blaue Staaten im Zusammenhang der Präsidentschaftswahl in den Vereinigten Staaten 2000 zugeschrieben.
Russert galt auch als erfolgreicher Buchautor. 2004 veröffentlichte er seine Biografie unter dem Titel Big Russ and Me. 2008 war er in der Liste Time 100 der einhundert einflussreichsten Persönlichkeiten der Welt des Jahres 2008 des Time-Magazins aufgeführt.
Russert war seit 1983 mit der amerikanischen Journalistin Maureen Orth verheiratet. Aus der Ehe ging ein gemeinsamer Sohn, Luke Russert (* 1986), hervor. Russert starb überraschend während der Vorbereitung einer Sendung in seinem Büro an einem Herzinfarkt.

## Straßenbenennung
In Anerkennung seiner journalistischen Leistung taufte der Bürgermeister von Buffalo, Byron Brown, zusammen mit Russerts Schwester, Kathy Russert Hughes, am 6. August 2008 einen Teil der „Woodside Avenue“ in „Tim Russert Way“ um. Einen Monat zuvor hatte Präsident Bush die Benennung eines Straßenstücks nach dem NBC-Reporter entlang des Ralph Wilson Stadions bewilligt. Die Nähe zur Heimarena des American-Football-Teams der Buffalo Bills soll der Sportbegeisterung Russerts Rechnung tragen.